# Phanodermopsis groenlandica
Phanodermopsis groenlandica är en rundmaskart som beskrevs av E. Ditlevsen 1926. Phanodermopsis groenlandica ingår i släktet Phanodermopsis och familjen Phanodermatidae. Inga underarter finns listade i Catalogue of Life.